# Songs About Girls
Songs About Girls è il terzo album di studio di Will.i.am, pubblicato il 21 settembre 2007.
Il nome originale dell'album doveva essere "Keep the Beeper".
Il primo singolo ad essere pubblicato è stato I Got It From My Mama, come secondo singolo è stato estratto One More Chance e il terzo singolo annunciato è stato Heartbreaker.

## Tracce
1. "Over" - 4:00
2. "Heartbreaker" - 5:30
3. "I Got It from My Mama" - 4:00
4. "She's a Star" (Produced by Polow da Don) - 3:50
5. "Get Your Money" - 5:30
6. "The Donque Song" (featuring Snoop Dogg) (Produced by Fernando Garibay) - 4:30
7. "Impatient" (featuring Dante Santiago) - 4:20
8. "One More Chance" (Produced by Fernando Garibay) - 4:25
9. "Invisible" (Produced by will.i.am and Paper-Boy) - 4:00
10. "Fantastic" - 3:25
11. "Fly Girl" - 4:45
12. "Dynamite Interlude" - 1:20
13. "Ain't It Pretty" (Produced by Polow da Don) - 4:35
14. "Make It Funky" - 4:00
15. "S.O.S. (Mother Nature)" - 4:20

### Bonus tracks
1. "Spending Money" - 4:00 (Japan/Russia/Germany/Taiwan/Brazil/UK bonus track) (not listed as bonus track in the UK)
2. "Mama Mia" - 3:40 (Japan/UK bonus track)
3. "Damn Damn Damn" - 4:30
4. "will.i.am vs. Superblack" (iTunes preorder only)

## Singoli
1. I Got It From My Mama
2. One More Chance
3. Heartbreaker